# Берска часовникова кула
Часовниковата кула (на гръцки: Πύργος του ωρολογίου) е бивша кула в южномакедонския град Бер, Гърция, разрушена след Първата световна война.
Кулата е била разположена на едноименния площад, пред сградата на конака (демархията). Строена е в османско време. Имала е три секции, като най-горната е била дървена и в нея е бил часовникът.
Берската кула е приличала на старата часовникова кула във Воден, на Ениджевардарската и на незапазената Леринска кула (разрушена в 1927 година). Ениджевардарската кула е изцяло каменна, докато на Берската и Леринската горната част е дървена. И трите кули са с височина под 25 m, тъй като не е било позволено те да надвишават височината на минаретата на джамиите. Берската кула е разрушена в 1930 година.